# ديان كيكزوفيتش
ديان كيكزوفيتش هو لاعب كرة قدم صربي في مركز الوسط، ولد في 6 يونيو 1982 في سوبتيتسا في صربيا. شارك مع منتخب صربيا تحت 17 سنة لكرة القدم ومنتخب صربيا تحت 19 سنة لكرة القدم ومنتخب صربيا تحت 21 سنة لكرة القدم. أما مع النوادي، فقد لعب مع سبارتاك سوبتيتسا وهايدوك كولا.

## وصلات خارجية
- ديان كيكزوفيتش على موقع الاتحاد الأوربي (الإنجليزية)
- ديان كيكزوفيتش على موقع قاعدة بيانات كرة القدم.إي يو (الإنجليزية)